# Komedia charakterów

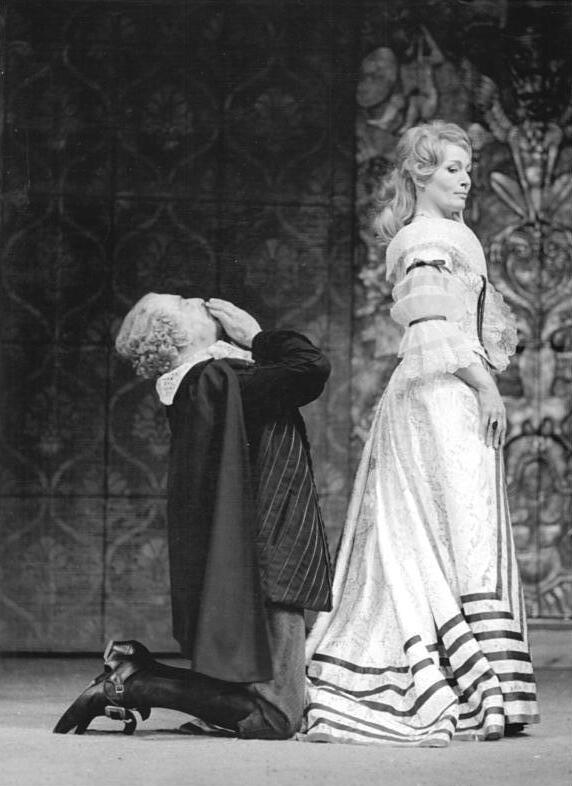
Inscenizacja "Świętoszka"

Komedia charakterów – komedia, w której efekty humorystyczne polegają głównie na przejaskrawieniu wad przedstawianych postaci. Intryga nie gra tu głównej roli, a cała akcja wynika z zazębiania się i tarcia tych „charakterów”.
Przykłady:
- Zemsta Aleksandra Fredry,
- Świętoszek Moliera,
- Skąpiec Moliera.